# Socket 754
Socket 754 je CPU socket, původně vyvinutý společností AMD jako následovník platformy Athlon XP (socket 462, také nazývaný jako socket A). Socket 754 byl první socket vyvinutý společností AMD pro podporu jejich nových spotřebitelských verzí 64bitových mikroprocesorů, známých jako AMD64.

## Dostupnost
První procesor, použitelný se socketem 754, se na trhu objevil v 2. polovině roku 2003.